# Port lotniczy Saratów
Port lotniczy Saratów (IATA: RTW, ICAO: UWSS) – port lotniczy położony 1 km na północ od Saratowa, w obwodzie saratowskim, w Rosji.

## Kierunki lotów i linie lotnicze
Lotnisko zostało zamknięte 20 sierpnia 2019 r. Do lipca 2019 r. port lotniczy Saratów obsługiwał następujące kierunki:
| Linia lotnicza | Kierunek                                                                                                   |
| -------------- | --- |
| Aerofłot       | 1. Moskwa-Szeremietiewo                                                                                    |
| Ikar Airlines  | 1. Moskwa-Szeremietiewo 2. Sankt Petersburg Sezonowo: 1. Symferopol 2. Soczi Sezonowe czartery: 1. Antalya |
| RusLine        | Sezonowo: 1. Moskwa-Wnukowo 2. Soczi                                                                       |
| S7 Airlines    | 1. Moskwa-Domodiedowo                                                                                      |
| UTair Aviation | Sezonowe czartery: 1. Surgut                                                                               |